# Jim Banks
Pour les articles homonymes, voir Banks.
James Edward Banks, dit Jim Banks, né le 16 juillet 1979 à Columbia City (Indiana), est un homme politique américain, sénateur pour l’Indiana depuis 2025.
Membre du Parti républicain, Jim Banks siège au conseil du comté de Whitley (Indiana) avant d'être élu au Sénat de l'État de l'Indiana en 2010. Pendant son mandat, il rejoint la Marine des États-Unis et est déployé en Afghanistan. En 2016, Banks est élu député à la Chambres des Représentants des États-Unis. Il est réélu en 2018, 2020 et 2022. En 2021, il vote contre la certification des résultats de l'élection présidentielle de 2020.
Après l'annonce du sénateur Mike Braun de ne pas se représenter pour un nouveau mandat, Banks se présente pour le remplacer. Après avoir remporté les primaires républicaines sans opposant, il bat la candidate démocrate Valerie McCray.

## Biographie

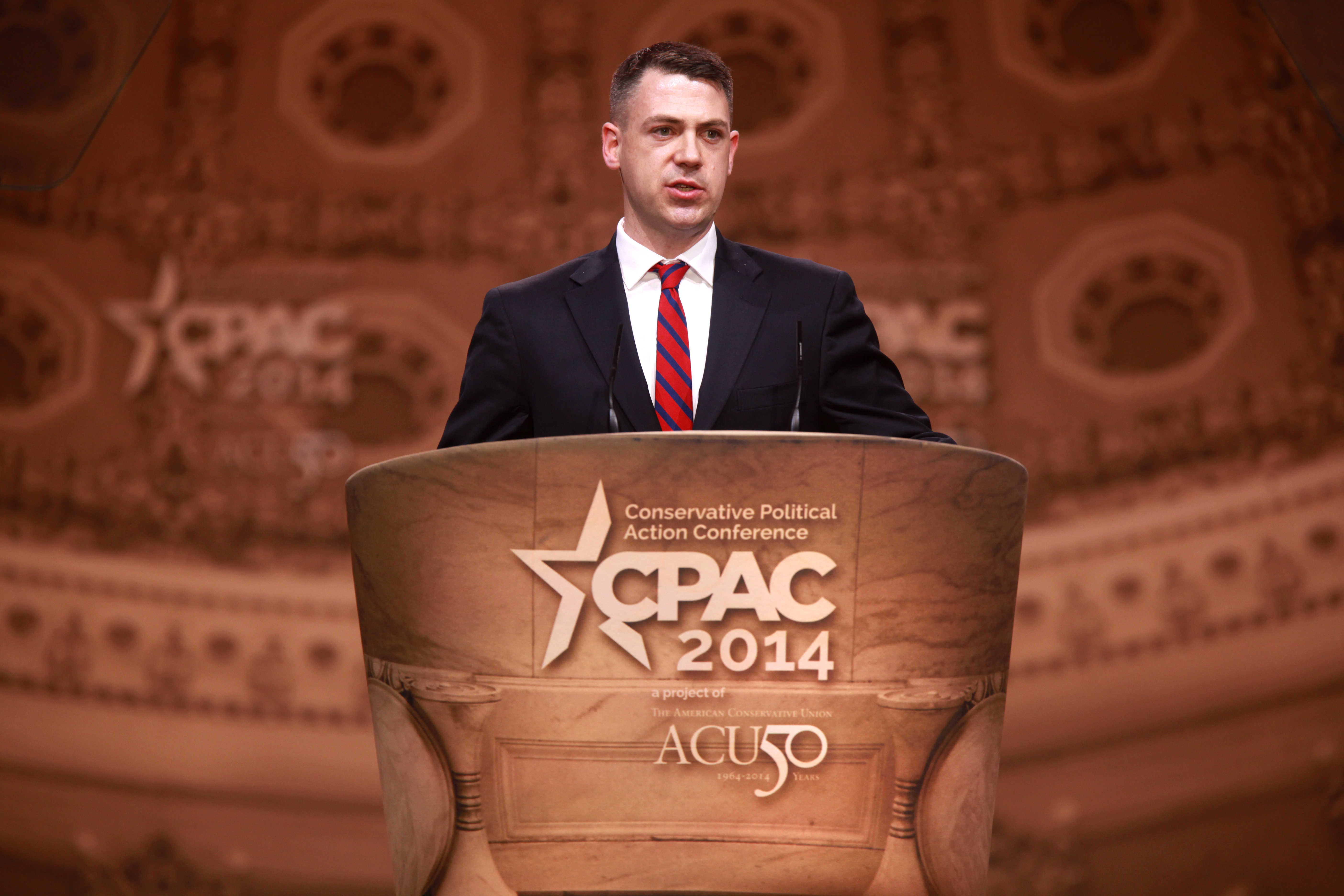
Banks à la Conservative Political Action Conference.

Jim Banks grandit dans un parc de maisons mobiles à Columbia City, avec un père ouvrier dans une usine de pièces automobiles et une mère cuisinière en maison de retraite,.
Première personne de sa famille à fréquenter l'université, Banks étudie la science politique à l'université de l'Indiana à Bloomington puis obtient un MBA au Grace College (en). Issu d'une famille plutôt démocrate, il se rapproche des républicains à l'université,. Il rejoint en effet les College Republicans, où il rencontre sa future femme Amanda Izsak, et participe alors à plusieurs campagnes,.
Après l'université, sa femme travaille pour le groupe conservateur Focus on the Family à Colorado Springs. Il la rejoint quelques mois plus tard dans le Colorado. Le couple revient dans l'Indiana en 2007 et Banks entame une carrière dans l'immobilier et la construction. Il prend la tête du Parti républicain du comté de Whitley puis est élu conseiller du comté en 2008. Deux ans plus tard, il entre au Sénat de l'Indiana. Durant son mandat, il s'engage dans la réserve de la United States Navy et sert plusieurs mois en Afghanistan en 2014 ; sa femme le remplace au Sénat,.
Lors des élections de 2016, Banks se présente à la Chambre des représentants des États-Unis dans le 3e district de l'Indiana, une circonscription conservatrice du nord-est de l'État. Soutien de Ted Cruz lors des primaires présidentielles, il affronte notamment un homme d'affaires pro-Trump, qui le dépeint comme un « professionnel de la politique » (« career politician »). Soutenu par plusieurs groupes conservateurs comme le Club for Growth (en) et le House Freedom Fund, Banks remporte de justesse la primaire avec 34 % des suffrages. Le 8 novembre, il est élu avec environ 70 % des voix.
En janvier 2023, il annonce sa candidature pour les élections sénatoriales de 2024, le sénateur républicain sortant Mike Braun ayant annoncé son intention de se présenter au poste de gouverneur. Il remporte la primaire républicaine en mai 2024. Le 5 novembre, il remporte l'élection générale contre la démocrate Valerie McCray.

## Positions politiques
Jim Banks est un républicain conservateur. Il est réputé proche du sénateur Ben Sasse.
En 2016, il dit voter avec réserve pour Donald Trump, en désaccord avec le candidat sur le commerce et la politique étrangère.
Il est favorable à l'abrogation de la loi sur les soins abordables (Obamacare) et vote en 2017 la réforme fiscale de l’administration Trump réduisant le taux d’imposition sur les sociétés de 35 % à 21 %.
Il est opposé à la reconnaissance du mariage homosexuel[réf. nécessaire] et souhaite faire supprimer les financements fédéraux accordés au Planned Parenthood (organisme de planification familiale).
Climatosceptique revendiqué, il affirme que le changement climatique relève de la « propagande gauchiste ».